# Roztocze Rawskie
Roztocze Rawskie – obszar wyróżniany w ramach Roztocza, położony w jego południowo-wschodniej części, na Ukrainie i w Polsce. Obszar Roztocza Rawskiego zajmuje powierzchnię ok. 703 km² i stanowi grzbiet o długości ok. 45 km i szerokości ok. 12-25 km, ciągnący się w kierunku NNW-SSE, od Narola i Hrebennego do Krechowa. Najwyższy punkt ma wysokość 391,5 m n.p.m. i jest nim szczyt Długi Goraj, ponadto charakterystyczne dla Roztocza Rawskiego są ostańce. W okolicy Huty Lubyckiej występuje osiem ostańców wznoszących się 20–30 m ponad wyższy poziom wierzchowiny. Zbudowane są one z mioceńskich piasków, z czapą wapieni rafowych na powierzchni. Najwyższe wzniesienia w południowej części stanowią ostańce w pobliżu Jasienówki, z których najwyższy to Burakowa Niwa (388,8 m n.p.m.).
Wschodni stok Roztocza Rawskiego odwadniają dopływy Bugu: Sołokija z Prutnikiem, Rata  z Tyliczem, Moszczanką, Białą i Derewieńką, zachodni zaś dopływy Sanu: Tanew z Potokiem Łosinieckim, Jeleniem, Wirową (z Pauczą, Różańcem z Lubówką, Łówczą z Gnojnikiem i Brusienką), a także Lubaczówka ze Smolinką (z dopływami: Świdnica, Sucha Lipa, Grobielka i Papiernia ze Słotwicą, Gliniańcem i Radróżką) oraz Zawadówką (z potokami: Blech, Smerdek, Woniaczka i Gniła). Długość sieci rzecznej wynosi 299 km, a gęstość 0,473 km/km². Na Roztoczu Rawskim jest 80 źródeł, po polskiej stronie jedno źródło przypada na 5 km², a w jego ukraińskiej części 4-12 km².
Lasy zajmują 62% powierzchni po stronie polskiej i 44% po stronie ukraińskiej.
W polskiej części Roztocza Rawskiego znajduje się Południoworoztoczański Park Krajobrazowy oraz Rezerwat przyrody Sołokija i Rezerwat przyrody Źródła Tanwi. W części ukraińskiej utworzono Regionalny Park Krajobrazowy Roztocze Rawskie oraz hydrologiczny Rezerwat hydrologiczny "Potylicki".